# Скальски, Мартин
Мартин Скальский (родился 9 апреля 1977 г.) — чешский эколог и документалист. Он является соучредителем и председателем чешской общественной организации «Arnika», руководителем ее программы «Центр поддержки граждан». Он также работал в других организациях гражданского общества.

## Жизнь
Он родился в 1977 году в Праге, с 1983 года живет в Праге 6. С 1993 года занимается охраной окружающей среды и работает в неправительственных организациях. В интервью Чешскому радио он объяснил как пришел к такому карьерному выбору в шестнадцатилентнем возрасте.

## Деятельность в организациях гражданского общества
В 1998—2003 годах в культурно-общественном объединении Доброчинный сполек Медаку в Стршешовице он стремился сохранить исторический анклав старых Стршешовице в Праге 6. Ассоциация добилась объявления старой Стршешовицe охраняемой зоной. В 2001 году он стал одним из сооснователей новой экологической общественной организации «Arnika». С 2007 по июнь 2013 года входил в состав правления ассоциации «AutoMat». В 2018—2023 годах он был председателем правления «Arnika».

### Международная деятельность
В 2003 году прошел долгосрочную стажировку в качестве консультанта по участию общественности в принятии решений в международной сети CEE Bankwatch Network в Азербайджане, где он сосредоточился в основном на картировании проблем, связанных с планируемым нефтепроводом Баку-Тбилиси-Джейхан, и написал сценарий документального фильма «Zdroj» («Источник») в сотрудничестве с Мартином Маречеком.
С 2004 года он также участвует в международных проектах Arnika. Он представлял неправительственные организации на заседаниях Орхусской конвенции с 2014 года.